# Marcella Hazan
Marcella Hazan, nata Polini (Cesenatico, 15 aprile 1924 – Longboat Key, 29 settembre 2013), è stata una scrittrice italiana di libri di cucina italiana pubblicati in inglese.
Si ritiene che i suoi libri di cucina abbiano introdotto il pubblico statunitense e britannico alle tecniche della cucina tradizionale italiana. È stata considerata da chef e scrittori di gastronomia come una delle maggiori autorità sulla cucina italiana. 

## Biografia
Marcella Hazan nasce nel 1924 a Cesenatico in Emilia-Romagna. Dopo la laurea in scienze naturali all'Università di Padova e il dottorato in biologia all’Università di Ferrara, nel 1955 sposa Victor Hazan, ebreo sefardita nato in Italia e cresciuto a New York, dove la coppia si trasferisce quasi subito.
Marcella non aveva mai cucinato prima del matrimonio, come racconta nell'introduzione al suo libro del 1997 Marcella Cucina: "...ero là, dovevo nutrire un marito giovane e che lavorava sodo, il quale poteva superare felicemente la maggior parte degli alti e dei bassi della vita, ma non un pasto mediocre. In Italia non avrei perso tempo a pensarci. Mia madre cucinava, mio padre cucinava, entrambe le mie nonne cucinavano, persino le giovani contadine che venivano a fare le pulizie sapevano cucinare. Nella cucina del mio appartamento newyorkese non c'era nessuno." Inizia perciò usando un libro di cucina italiano, ma capisce presto di avere un ricordo eccezionalmente chiaro dei sapori che aveva conosciuto a casa, che trova facile riprodurli autonomamente. "Alla fine imparai che alcuni metodi da me usati erano idiosincrasicamente miei" — ricordava — "ma per quanto riguarda la maggior parte di essi trovai aiuto nella pratica dei cuochi italiani tradizionali."
Hazan comincia a dare lezioni di cucina nel suo appartamento e, nel 1969, apre la Scuola di cucina italiana classica. All'inizio degli anni '70 Craig Clairborne, curatore gastronomico del New York Times, le chiede di scrivere delle ricette per il giornale. Nel 1973 pubblica il suo primo libro, The Classic Italian Cook Book. Nel 1980 il volume viene adattato per il pubblico britannico da Anna del Conte, e vince il premio André Simon. Nel 1978 pubblica in America il secondo volume, More Classic Italian Cooking, che poi viene raccolto in Essentials of Classic Italian Cooking, nel 1992. Nel 1998 è la volta di Marcella Cucina che vince il premio letterario della James Beard Foundation per il "miglior libro di cucina mediterranea" e il premio Julia Child (Julia Child award) per il "miglior libro di cucina internazionale. 
Marcella Hazan ha sempre scritto i suoi libri in italiano e venivano poi tradotti dal marito: vertono su una cucina strettamente italiana senza alcuna influenza americana o inglese. Le sue ricette, tendenzialmente, includono solo ingredienti effettivamente usati nelle case italiane (con alcune concessioni a ingredienti non facilmente reperibili fuori dall'Italia). Sono inoltre concepite per un menù italiano di due portate bilanciate, seguite da insalata e dessert.
Le ricette di Hazan sono caratterizzate da una cura scrupolosa per i dettagli, da raccomandazioni di preparare il cibo a mano perché permette un maggior coinvolgimento. Tuttavia non sono necessariamente ricette complicate: per esempio, una delle ricette più famose consiste in un pollo arrosto farcito con due limoni all'interno.
Fra i suggerimenti figurano:
- Scegliere verdura di stagione e pianificare l'intero pasto attorno a loro.
- Immergere le verdure in acqua fredda per mezz'ora prima di cuocerle per rimuovere ogni traccia di sabbia. Cucinarle fino a intenerirle, ma senza renderle mollicce, cosicché acquistino un sapore ricco.
- Soffriggere le cipolle mettendole in una padella fredda con olio e riscaldarle a fuoco lento; in questo modo rilasceranno il loro sapore gradualmente e acquisiranno un sapore più dolce di quanto non farebbero se fossero messe a cuocere in una padella calda.
- Nonostante alcuni tipi di pasta siano migliori se fatte fresche in casa, altri, come gli spaghetti, dovrebbero essere comprati secchi. La pasta dovrebbe essere accorpata alla salsa con cura.
- L'olio d'oliva non sempre è la scelta migliore per friggere; per i piatti dal gusto delicato dovrebbe essere usata una combinazione di burro e olio vegetale.
- La spremitura d'aglio dovrebbe essere evitata a tutti i costi.

Hazan spesso introduceva le sue ricette con una descrizione di come il cibo viene presentato in Italia, o dei suoi ricordi a questo proposito. La sua ricetta del gelato al caffè con panna montata, compresa in Essentials of Classic Italian Cooking, comincia così: "La granita di caffè con panna era l'insegna più gradita che i caffè italiani erano soliti mettere fuori in estate. In un pomeriggio reso pigro dal sole del sud, uno dei modi migliori di ammazzare il tempo era guardare la vita passare lenta mentre tu lasciavi che i cristalli di granita si sciogliessero in bocca, cucchiaio dopo cucchiaio, fino a che il tuo palato diventava come una caverna di ghiaccio pervasa dall'aroma di caffè forte. Sfortunatamente e inspiegabilmente la granita è quasi scomparsa. La puoi fare facilmente a casa però e con il robot è persino più semplice di quanto non fosse in passato."
Marcella Hazan è ritenuta la persona che ha dato inizio alla moda dell'aceto balsamico, cosa di cui successivamente si è pentita pensando che la gente ne faccia uso eccessivo.
Craig Claiborne a proposito del lavoro di Hazan disse che nessuno ha mai fatto di più per diffondere il verbo della pura cucina italiana in America. Il critico gastronomico Jeffrey Steingarten, che fece appositamente un viaggio fino alla seconda casa degli Hazan a Venezia per una lezione di cucina, preconizzò che Essentials of Classic Italian Cooking "diventerà il libro di cucina fondamentale per un'intera generazione". In una recensione di Marcella's Italian Kitchen per salon.com, Craig Seligman criticò il "tono insofferente e giudicante" di Hazan, ma aggiunse: "... le sue ricette sono così belle, così affidabili e, per lo più, così brillantemente semplici che cos'altro si può fare se non venerarla e amarla a dispetto di lei stessa?"
Nel 1998 Hazan lasciò la sua scuola di cucina e si trasferì con Victor a Longboat Key, Florida. Là scoprì di non poter più trovare alcuni degli ingredienti italiani la cui disponibilità le era scontata a New York e decise di scrivere un libro di cucina per persone nella stessa situazione. Il risultato fu  Marcella Says ..., pubblicato nel 2004.
Hazan tenne corsi all'Istituto culinario francese. Nel 2003 fu nominata cavaliera dell'Ordine della Stella della Solidarietà Italiana.
Marcella Hazan morì il 29  settembre 2013 a Longboat Key, Florida. Anche il figlio di Hazan, Giuliano, è un celebre scrittore e insegnante di cucina.

## Riconoscimenti
- Maria Luigia, Duchessa di Parma, medaglia d'oro (Italia)
- James Beard Foundation's Who's Who of Food and Beverage in America, 1986
- Premio Cucchiaio d'oro del Food Arts magazine, 1992 (con Victor Hazan)
- Il coltello da formaggio d'oro, 1997 (Italia)
- James Beard Foundation Lifetime Achievement Award, 2000
- Cavaliera della Stella della Solidarietà Italiana (Knight of the Order of the Star of Italian Solidarity), Italy, 2003[8]
- Lifetime Achievement Award, International Association of Culinary Professionals, 2004

## Opere
- The Classic Italian Cook Book: The Art of Italian Cooking and the Italian Art of Eating (1973)
- More Classic Italian Cooking (1978)
- Marcella's Italian Kitchen (1986)
- Essentials of Classic Italian Cooking (1992) (The Classic Italian Cook Book and More Classic Italian Cooking combined and revised)
- Marcella Cucina (1997)
- Marcella Says: Italian Cooking Wisdom from the Legendary Teacher's Master Classes With 120 of Her Irresistible New Recipes (2004)
- Amarcord: Marcella Remembers (Gotham Books, 2008)